# Roca Miradones
El Roca Miradones  és una muntanya de 318 metres que es troba al municipi de la Jonquera, a la comarca catalana de l'Alt Empordà.